# Haemodracon
Haemodracon — маленький род гекконообразных из семейства Phyllodactylidae. Включает 2 вида, эндемичных для острова Сокотра с близлежащим островом Самха. Оба вида довольно распространены: в Красной книге МСОП они имеют статус находящихся под наименьшей угрозой. Активны ночью.
Название рода связано с драценой киноварно-красной — деревом, которым славится Сокотра. Она даёт красную смолу, известную как драконова кровь. Слово Haemodracon образовано от др.-греч. αἷμα (haema) — «кровь» и dracon.
Род включает виды:
- Haemodracon riebeckii (Peters, 1882). Живёт на островах Сокотра и Самха. Распространён на них широко; нередко встречается и на побережье, и на возвышенностях[4]; в основном в скалистых местообитаниях[2]. Первоначально был описан как Diplodactylus riebeckii[2].
- Haemodracon trachyrhinus (Boulenger, 1899). Более редок и малозаметен; меньше по размеру. Встречается только на Сокотре[4][3]. Первоначально был описан как Phyllodactylus trachyrhinus[3].